# Frank Hannon
Frank Hannon (Sacramento, Califórnia, 3 de outubro de 1966) é um músico americano, mais conhecido como guitarrista, compositor e co-fundador da banda Tesla, e posteriormente como cantor solo e compositor.

## Discografia

### The Frank Hannon Band
- New Year's Eve 2005 (EP) (2005)
- Guitarz From Marz (2005) º
- 100 Proof Live!-Live At Constable Jack's (2010)

### Frank Hannon
- Gypsy Highway (2010)
- Six String Soldiers (2012)

### Tesla
- Mechanical Resonance (1986)
- The Great Radio Controversy (1989)
- Five Man Acoustical Jam (1990, live)
- Psychotic Supper (1991)
- Bust a Nut (1994)
- Times Makin' Changes - The Best of Tesla (1995, best of 1986-1994)
- 20th Century Masters - The Millennium Collection: The Best of Tesla (2001)
- Replugged Live (2001, 2-CD Live Set)
- Into the Now (2004)
- Standing Room Only (2005, Live)
- Real to Reel (2007)
- Real to Reel 2 (2007)
- Forever More (2008)

### Moon Dog Mane
- Turn It Up (1998)